# 冯·布劳恩反应
冯·布劳恩反应（德語：Von-Braun-Reaktion），是叔胺与溴化氰反应，得到相应的氰胺衍生物。 例如，从1-二甲氨基萘合成N-萘基-N-甲基氰胺：

## 反应机理
胺亲核进攻溴化氰，得季铵离子，然后离去的溴离子再亲核进攻季铵离子，得氰胺和溴代烃。